# Теодор Продром Старији
Теодор Продром назван Старији (грчки: Θεόδωρος Πρόδρομος; 1070/1075. - пре 1153), био је византијски писац поезије из епохе Комнина.

## Два Теодора Продрома
Истраживачи византијске историје утврдили су да су у овом периоду средњовековне хеленске културе деловала најмање два лица по имену Продром. Обојица су имала доста заједничких црта у свом животу. Мада су готово били савременици, ипак припадају различитим епохама византијске историје 12. века. Први делује углавном током владавине цара Јована II Комнина (1118-1143), а други током владавине његовог сина Манојла I Комнина (1143-1180). Карл Крумбахер није познавао истраживања о проблему личности Теодора Продрома те је увек говорио о песнику као о једној особи.

## Биографија и дело
Старији византијски песник по имену Теодор Продром рођен је у Цариграду између 1070. и 1075. године, вероватно у војничкој породици. Та претпоставка изводи се на основу савета песниковог оца да се определи за војнички позив. Из стихова Теодора Продрома видимо да је песников деда такође носио име Продром, а сазнаје се нешто и о личности песниковог ујака Христоса који је постао кијевски митрополит Јован (1077-1088). У престоници Продром стиче високо образовање, а међу његовим учитељима помиње се и Михаило Италик.
Каријеру је отпочео у самом Цариграду где се у млађим годинама бавио пре свега књижевним радом, али је деловао и као учитељ. Учио је ћерку цара Алексија I Комнина, Ану Комнину. Списатељски рад очигледно му није доносио материјалну корист те је он 1105. године одлучио да, заједно са својим пријатељем, Стефаном Скилицом, напусти Цариград и оде у Трапезунт. Међутим, ипак је остао у Цариграду где је до краја Алексијеве владавине задржао свој углед и положај. Прве компилације Теодора Продрома настале су након Алексијеве смрти (1118), јер је Продром стао уз Ану Комнину изазивајући тиме нерасположење Јована II Комнина. Након откривања завере, Јован је опростио својим потенцијалним непријатељима, међу њима и Продрому који се враћа на царски двор и већ 1123. године пише стихове у част крунисања Алексија, најстаријег Јовановог сина. Продром је првих година Манојлове владавине задржао поверење новог цара, али је већ 1144/5. године живео у манастиру Светог Павла. Пред крај живота се замонашио. Умро је пре 1153. године.